# Trollsyn

För konstprojektet, se Trollsyn i hjärtmarkerna.  
Trollsyn är en norsk historisk dramafilm från 1994 som bygger på sagan om Jostedalsrypa regisserad av Ola Solum efter ett manus av Anja Breien.

## Handling
Huvudpersonen i filmen är lille Maren, som bor på en gård tillsammans med sina föräldrar och andra gårdsfolk i Jostedalen. Hon kallas för Jostedalsrypa och har precis blivit tillräckligt gammal för att valla fåren uppe på berget, och därför drar hon och hennes pappa till bergen.
Samtidigt som de är uppe på berget, ska det firas ett stort bröllop på gården. Bröllopsgästerna har kul och dansar, men plötsligt börjar folk insjukna. De får böldpest. Folk får panik och springer omkring. De försöker desperat tvätta sig i morgondaggen då de tror att den kan läka dem.

## Rollista
- Julia Onsager Steen – Maren
- Liv Bernhoft Osa – hennes mamma
- Bjørn Willberg Andersen – hennes pappa
- Reidar Sørensen – Asser
- Baard Owe – Lars
- Oddbjørn Hesjevoll – Oddmund
- Knut Husebø – Knut
- Bjørn Sundquist – Skråbukken
- Inger Heldal – husfru
- Svein Rønning – husbonde
- Espen Skjønberg – berättaren